# Quinton Jacobs
Pour les articles homonymes, voir Jacobs.
Quinton Jacobs est un footballeur namibien né le 21 janvier 1979 à Windhoek. Il joue au poste de milieu de terrain.
Il a participé à la Coupe d'Afrique des nations 2008 avec l'équipe de Namibie.

## Carrière
- 1997-1999 : Black Africa ( Namibie)
- 1999-2000 : Partick Thistle ( Écosse)
- 2000-2001 : MSV Duisbourg ( Allemagne)
- 2001-2003 : Black Leopards ( Afrique du Sud)
- 2003-2004 : Civics FC ( Namibie)
- 2004-2005 : Ramblers ( Namibie)
- 2005-2006 : Ajax Cape Town ( Afrique du Sud)
- 2006-2008 : Bryne FK ( Norvège) [1]